# Jorge Curbelo
Jorge Curbelo, vollständiger Name Jorge Winston Curbelo Garis, (* 21. Dezember 1981 in Montevideo, Uruguay), genannt El Pato, ist ein ehemaliger uruguayischer Fußballspieler, der auch noch die deutsche Staatsbürgerschaft besitzt. Er spielte in der Abwehr hauptsächlich als Innenverteidiger.

## Karriere

### Verein
Jorge Curbelo begann seine Karriere bei einem unterklassigen uruguayischen Verein in Ombúes de Lavalle. Nach zwei Jahren wurde er im Januar 2002 vom Erstligisten Danubio FC verpflichtet. Im ersten Jahr kam er jedoch nur zu einem Einsatz, während er im Jahr 2003 zum Stammspieler avancierte. Im Juli 2004 wurde Curbelo dann an den belgischen Erstligisten Standard Lüttich ausgeliehen. Dort absolvierte er sechzehn Spiele, wurde aber trotzdem nicht fest verpflichtet. In der Saison 2005/06 wurde er wiederum an den spanischen Zweitligisten Real Valladolid ausgeliehen. Da kam er auch nur lediglich zu zwölf Einsätzen und wurde folglich nicht verpflichtet. Daher kehrte Curbelo im Sommer 2006 nach Uruguay zurück und wechselte zu River Plate Montevideo. Nach einem Jahr und zwölf absolvierten Ligaspielen für die Montevideaner wechselte er zum argentinischen Zweitligisten Godoy Cruz. Trotz des Aufstieges in die erste Liga wechselte er im Sommer 2008 zum uruguayischen Meister Defensor und bestritt dort 25 Ligaspiele (ein Tor). Ferner stehen bei dem montevideanischen Club ein Liguilla-Einsatz sowie zwei in der Copa Sudamericana und neun in der Copa Libertadores zu Buche. Anschließend kehrte er wieder zu Godoy Cruz zurück und spielt seitdem in der argentinischen Primera División. Ende des Jahres 2010 bzw. Anfang 2011 fiel Curbelo mehrere Monate aus, nachdem er sich im November 2010 im Training den Knöchel gebrochen hatte. Bis zu seinem letzten Einsatz am 20. Oktober 2013 absolvierte er im Rahmen seines zweiten Engagements bei dem Verein aus Mendoza 94 Ligaspiele, in denen er drei Tore erzielte. Hinzu kommen vier Einsätze in der Copa Libertadores (ein Tor). Anfang Januar 2014 schloss er sich Nacional Montevideo an, nachdem er zuvor seinen Vertrag bei den Argentiniern aufgelöst hatte. Für die Bolsos lief er in zwei Begegnungen der Primera División und in sechs Spielen der Copa Libertadores 2014 (kein Tor) auf. Nach der Saison wechselte er zum argentinischen Klub Arsenal de Sarandí. Dort wurde er in 26 Erstligaspielen (kein Tor) eingesetzt. Anfang Juli 2016 schloss er sich Gimnasia y Esgrima de Mendoza an, für den er 19 Partien bestritt und anschließend seine Karriere im Profibereich beendete.

### Nationalmannschaft
Curbelo absolvierte bislang ein Länderspiel (Stand: 16. Oktober 2012) für die uruguayische Fußballnationalmannschaft. Sein Debüt in der A-Nationalmannschaft feierte er mit einem Startelfeinsatz am 18. Februar 2004 im Freundschaftsspiel gegen die jamaikanische Auswahl. Beim Torneo Preolímpico 2004 war er Kapitän der U 23-Auswahl der Celeste. Im Verlaufe des Turniers absolvierte er unter Trainer Juan Ramón Carrasco zwei Länderspiele, als er beim 1:1-Unentschieden am 11. Januar 2004 gegen Brasilien und zwei Tage später in der mit demselben Ergebnis endenden Partie gegen Venezuela eingesetzt wurde. In der letztgenannten Begegnung wurde er mittels „Ampelkarte“ vom Platz gestellt.

## Privates
Jorge Curbelo hat einen älteren Bruder Juan Ramón (* 2. Mai 1979), der ebenfalls Fußballprofi ist. In der Saison 2004/05 spielten sie zusammen bei Standard Lüttich und in der Saison 2006/07 bei River Plate Montevideo. Zudem ist er der Halbbruder Daniel Fonsecas.